# Conill bélier
El conill bélier és un animal que per les seves característiques es pot catalogar com a animal de companyia. Es tracta, doncs, d'un animal domèstic. Es traca d'un animal molt prolífic. La maduresa sexual dels mascles es manifesta al voltant dels 3 mesos i en el cas de les femelles al voltant dels 4 o 5 mesos. Les diferències entre els diversos tipus estan en la seva mida i pes, el qual oscil·la entre 1,5 i 3 quilograms, i depenen de les varietats. Es correspon amb un pes mitjà d'uns 2,3 kg en el cas del conill belier de mida petita.